# 小作駅

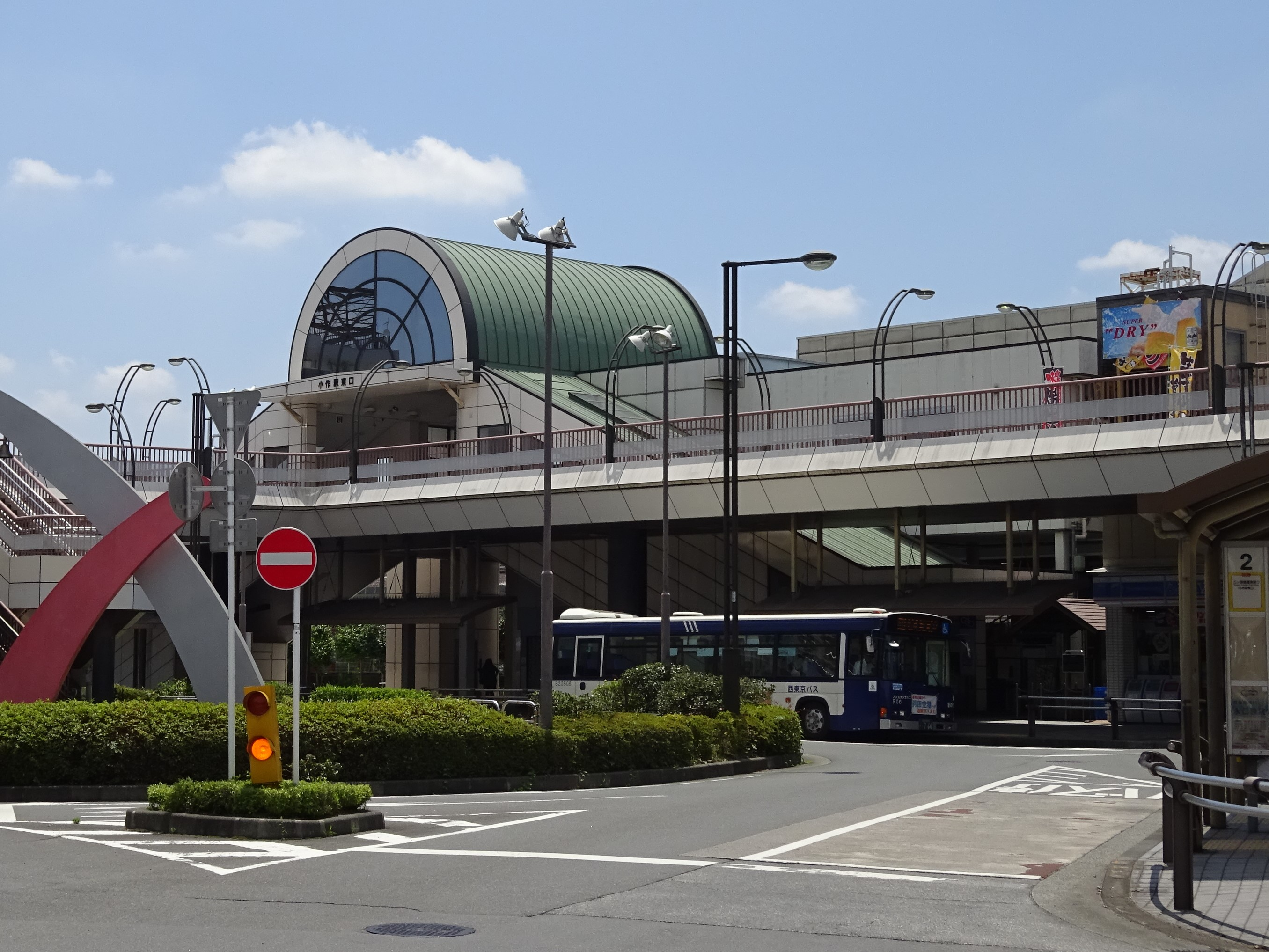
東口（2017年7月）

小作駅（おざくえき）は、東京都羽村市小作台五丁目にある、東日本旅客鉄道（JR東日本）青梅線の駅である。駅番号はJC 59。八王子支社管轄の駅。

## 歴史
- 1894年（明治27年）11月19日：青梅鉄道（後の青梅電気鉄道）立川 - 青梅間開通と同時に開業[2][3]。旅客および貨物の取り扱いを開始[3]。
- 1925年（大正14年）：年間乗降客約110,000人（1日平均303人）。
- 1944年（昭和19年）4月1日：青梅電気鉄道が戦時買収私鉄に指定され国有化[2][3]。運輸通信省青梅線の駅となる[2]。
- 1952年（昭和27年）2月19日：当駅構内から流出した貨車4両が福生駅まで暴走し、引き込み線に停車中の貨車に激突し、大破[2]。（青梅事件）
- 1961年（昭和36年）11月16日：貨物の取り扱いを廃止[3]。
- 1971年（昭和46年）2月1日：荷物扱い廃止[3]。
- 1982年（昭和57年）11月15日：10両編成への対応のため、ホームを延長。
- 1986年（昭和61年）3月1日：橋上駅舎に改築。
- 1987年（昭和62年）4月1日：国鉄分割民営化に伴い、東日本旅客鉄道（JR東日本）の駅となる[2][3]。
- 1995年（平成7年）11月20日：自動改札機を設置し、供用開始[4]。
- 2001年（平成13年）11月18日：ICカード「Suica」の利用が可能となる[広報 1]。
- 2005年（平成17年）3月25日：みどりの窓口の営業を終了し、「もしもし券売機Kaeruくん」を設置[5]。
- 2012年（平成24年）2月27日：「もしもし券売機Kaeruくん」の営業を終了。

## 駅構造
相対式ホーム2面2線を有する地上駅で、橋上駅舎を有している。
JR東日本ステーションサービスが駅業務を受託している青梅駅管理の業務委託駅。自動券売機（指定席券売機、多機能券売機併設）が設置されている。かつてはみどりの窓口が構内に設置されていたが、2005年3月25日に廃止された。その代替として「もしもし券売機Kaeruくん」が設置されたが、2012年2月27日をもってそれも撤去された。
JR中央線と青梅線立川駅 - 青梅駅間は、2020年代前半（2021年度以降の向こう5年以内）をめどにオレンジ帯の電車に2階建てグリーン車を2両連結させ12両編成運転を行う。そのため当駅は、ホームの12両編成対応改築工事や信号設備改良などが実施され、2024年10月12日までにこれらの工事を全て完了し、翌日10月13日より快速電車・青梅線における12両編成の運転が一部列車で開始された。

### のりば
| 番線 | 路線           | 方向 | 行先                       |
| ---- | -------------- | ---- | -------------------------- |
| 1    | 青梅線・中央線 | 上り | 拝島・立川・新宿・東京方面 |
| 2    | 青梅線         | 下り | 青梅・御嶽・奥多摩方面     |

（出典：JR東日本:駅構内図）

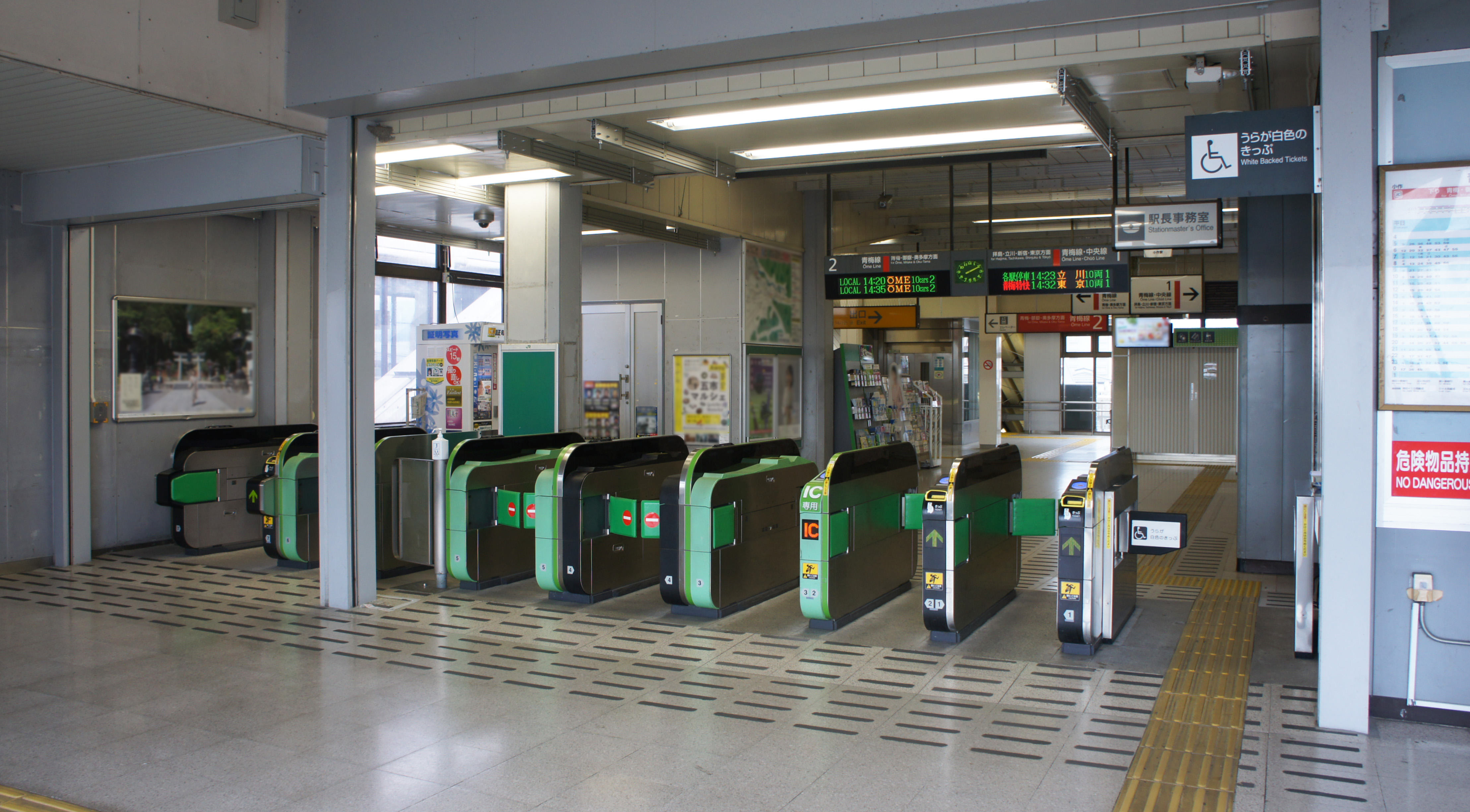
改札口（2021年4月）
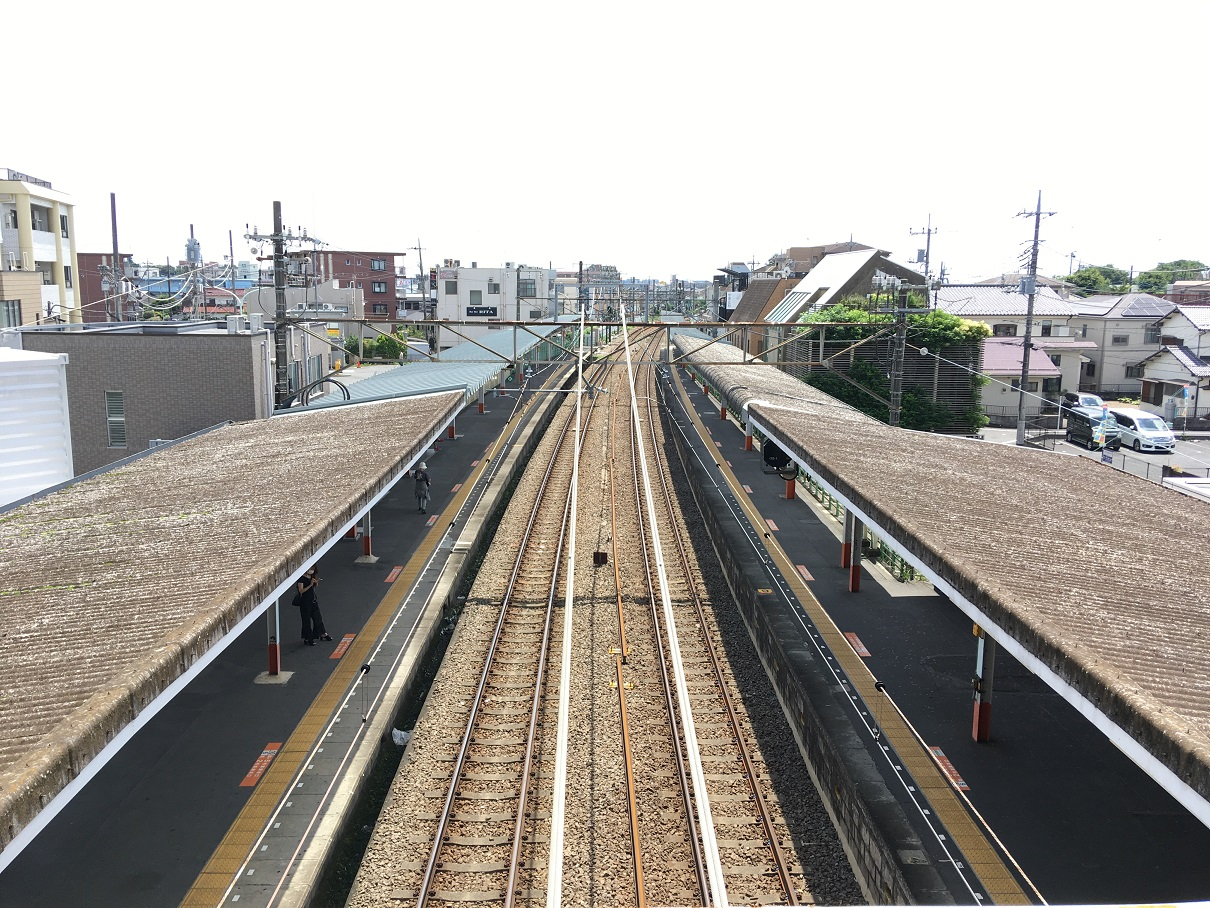
駅舎よりホーム羽村方を望む（2020年7月）
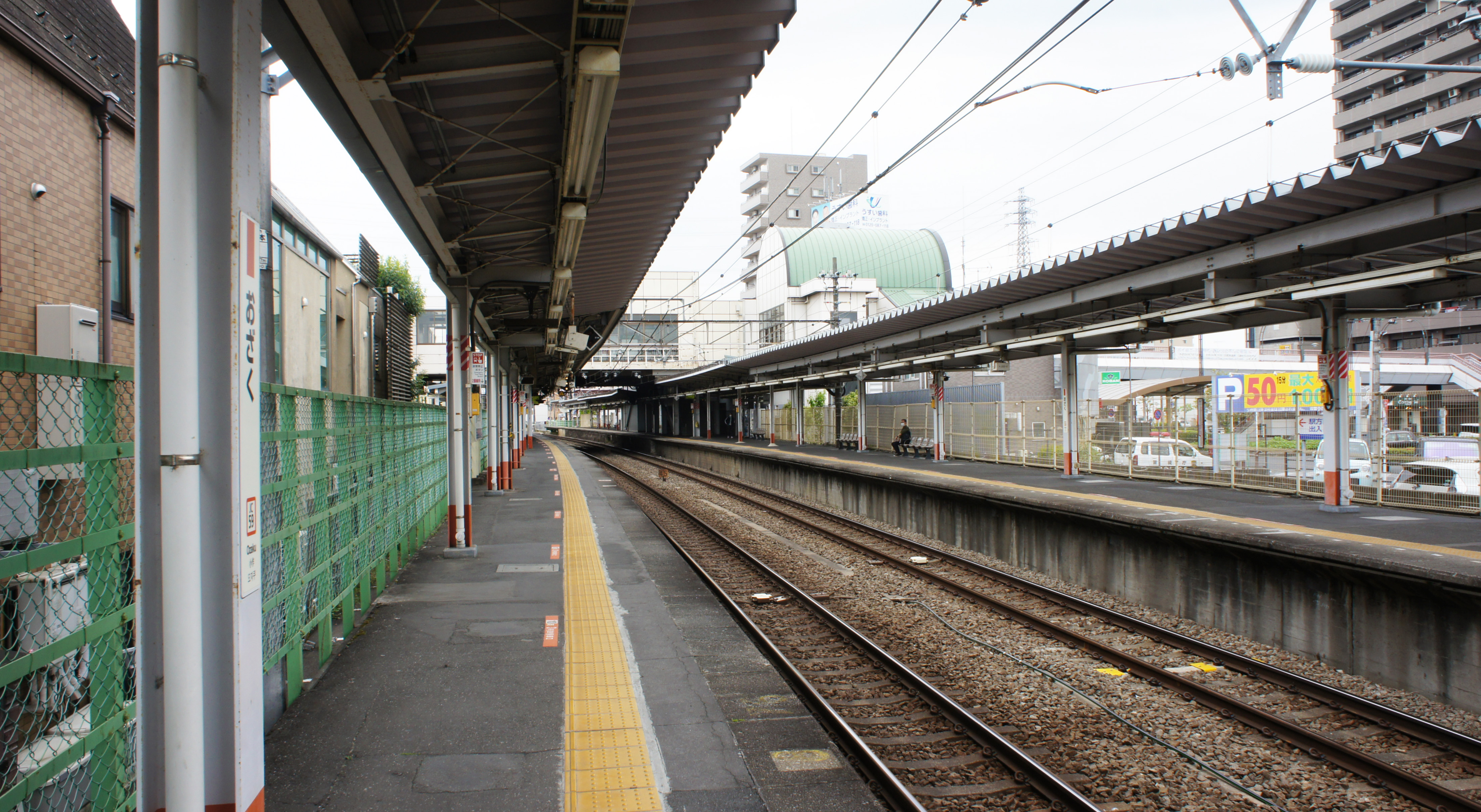
1番線ホーム羽村方より河辺方を望む（2021年4月）

## 利用状況
2023年度（令和5年度）の1日平均乗車人員は14,718人である。
1990年度（平成2年度）以降の1日平均乗車人員の推移は下記の通り。
| 年度               | 1日平均 乗車人員 | 出典     |
| ------------------ | ---------------- | -------- |
| 1990年（平成02年） | 14,219           | [ * 1 ]  |
| 1991年（平成03年） | 15,372           | [ * 2 ]  |
| 1992年（平成04年） | 16,112           | [ * 3 ]  |
| 1993年（平成05年） | 16,096           | [ * 4 ]  |
| 1994年（平成06年） | 15,921           | [ * 5 ]  |
| 1995年（平成07年） | 15,951           | [ * 6 ]  |
| 1996年（平成08年） | 16,885           | [ * 7 ]  |
| 1997年（平成09年） | 16,873           | [ * 8 ]  |
| 1998年（平成10年） | 16,863           | [ * 9 ]  |
| 1999年（平成11年） | 16,822           | [ * 10 ] |
| 2000年（平成12年） | 16,872           | [ * 11 ] |
| 2001年（平成13年） | 17,322           | [ * 12 ] |
| 2002年（平成14年） | 18,061           | [ * 13 ] |
| 2003年（平成15年） | 18,006           | [ * 14 ] |
| 2004年（平成16年） | 18,002           | [ * 15 ] |
| 2005年（平成17年） | 18,070           | [ * 16 ] |
| 2006年（平成18年） | 18,228           | [ * 17 ] |
| 2007年（平成19年） | 18,223           | [ * 18 ] |
| 2008年（平成20年） | 17,843           | [ * 19 ] |
| 2009年（平成21年） | 17,525           | [ * 20 ] |
| 2010年（平成22年） | 17,451           | [ * 21 ] |
| 2011年（平成23年） | 17,252           | [ * 22 ] |
| 2012年（平成24年） | 16,909           | [ * 23 ] |
| 2013年（平成25年） | 17,180           | [ * 24 ] |
| 2014年（平成26年） | 17,065           | [ * 25 ] |
| 2015年（平成27年） | 17,408           | [ * 26 ] |
| 2016年（平成28年） | 17,067           | [ * 27 ] |
| 2017年（平成29年） | 16,514           | [ * 28 ] |
| 2018年（平成30年） | 16,297           | [ * 29 ] |
| 2019年（令和元年） | 16,111           | [ * 30 ] |
| 2020年（令和02年） | 11,900           |          |
| 2021年（令和03年） | 12,711           |          |
| 2022年（令和04年） | 13,986           |          |
| 2023年（令和05年） | 14,718           |          |

## 駅周辺
東口には会社や商店が立ち並び、西口は閑静な住宅街となっている。

### 公共施設など
- 東京都水道局小作浄水場
- 日本年金機構青梅年金事務所

### 教育施設
- 東京都立誠明学園
- 羽村市立小作台小学校
- 青梅市立東小学校

### 商工業施設・金融機関など
- 西東京工業団地
  - カシオ計算機羽村技術センター
  - 日立アプライアンス青梅事業所
  - Amazon 青梅
- オザム 末広店
- オザム 栄町店
- オザム 小作店
- ヤマダデンキテックランド羽村店
- 青梅末広郵便局
- 西東京農業協同組合（JA西東京）新町支店
- 西多摩農業協同組合（JAにしたま）小作支店
- 羽村小作台郵便局
- 西武信用金庫小作支店
- 青梅信用金庫羽村支店

### 観光・公園など
- わかぐさ公園
- グリーントリム公園
- 武蔵野公園

### その他

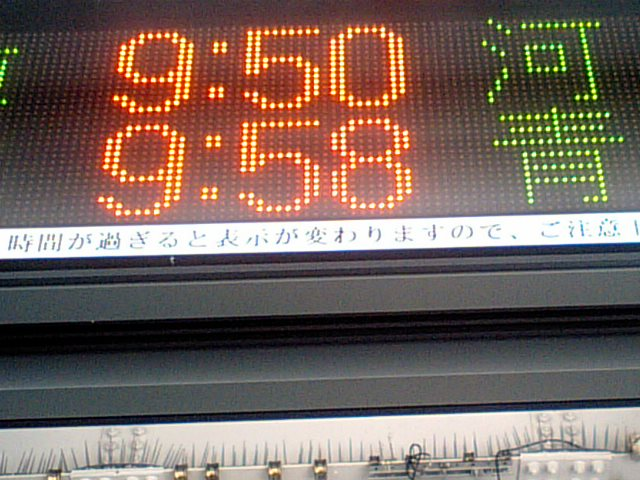
2番線の発車案内表示機。表示機下部に「時間が過ぎると表示が変わりますので、ご注意下さい。」との表示がある。

- そうしんホール青梅

## バス路線
| のりば     | 運行事業者                    | 系統・行先 | 備考 |
| 小作駅西口 | 小作駅西口                    | 小作駅西口 | 小作駅西口 |
| ---------- | ----------------------------- | --- | --- |
| 1          | 西東京バス                    | - 小05：河辺駅南口 - 福30：福生駅 | 「福30」は休日1本のみ運行 |
| 2          | コミュニティバス 「はむらん」 | 小作コース：小作立体・小作本町会館方面 / 小作駅東口・グリーントリム公園方面 | |
| 3          | 西東京バス                    | - 小06：秋川駅 - 小13・小14：菅生高校 - 小15：菅生学園学びの城 | 「小15」は急行便の設定あり |
| 小作駅東口 |                               | | |
| －         | 西東京バス                    | - 小02：三ツ原循環東回り - 小03：三ツ原循環西回り - 河11：河辺駅北口 / 西東京バス青梅支所 / 大門 - 深夜バス：市営住宅・大門循環 - リムジンバス：羽田空港 - 深夜急行バス・深夜ご帰宅バス：河辺駅北口 | - 羽田空港行き「リムジンバス」は早朝のみ運行 - 河辺駅北口行き「深夜急行バス」「深夜ご帰宅バス」は早朝のみ運行。ただし「深夜ご帰宅バス」は土曜日も運行 |
| －         | コミュニティバス 「はむらん」 | - 小作コース：武蔵野公園前・羽村駅東口方面 - 羽村中央コース：羽村市役所 / 羽村市役所・羽村駅東口・福生病院方面                                                                                      | |
| 小作駅入口 |                               | | |
| －         | 西東京バス                    | 小12：菅生高校 / 西東京団地 | |
| －         | コミュニティバス 「はむらん」 | - 小作コース：武蔵野公園前・羽村駅東口方面 - 羽村中央コース：羽村市役所 | |

## その他
2009年度に、西立川駅を除く立川駅  -青梅駅間の発車標の未設置駅に同機が設置され、先発・次発の列車の行先や発車時刻などが表示されるようになった。

## 隣の駅
東日本旅客鉄道（JR東日本）
 青梅線
■特別快速「ホリデー快速おくたま」（土休日のみ）
通過
■通勤特快（平日上りのみ）・■青梅特快・■通勤快速（平日下りのみ）・■快速・■各駅停車（以上はいずれも青梅線内は各駅に停車）
羽村駅 (JC 58) - 小作駅 (JC 59) - 河辺駅 (JC 60)

### 記事本文